# Peng Weiguo
Peng Weiguo (en chino tradicional: 彭偉國; en chino simplificado: 彭伟国; pinyin: Péng Wěiguó; Cantón, Cantón, 3 de octubre de 1971) es un exfutbolista y entrenador chino que jugaba en la posición de centrocampista.

## Carrera

### Club
| Periodo   | Club              |
| --------- | ----------------- |
| 1990–1997 | Guangzhou Apollo  |
| 1998–1999 | Chongqing Longxin |
| 2000–2001 | Shenzhen Pingan   |

### Selección nacional
Debutó con China el 20 de abril de 1992 en la victoria por 2-0 ante Indonesia por la Clasificación para la Copa Asiática 1992, torneo en el cual participaría y anotaría dos goles. Participaría también en la Copa Asiática 1996 y en los Juegos Asiáticos de 1994.

### Entrenador
| Periodo   | Club                           |
| --------- | ------------------------------ |
| 2007      | Shanghai Stars                 |
| 2009–2013 | Guangzhou Evergrande (juvenil) |
| 2009–2010 | Guangzhou Evergrande           |
| 2011–2013 | Guangzhou Evergrande (reserva) |